# Doutor Severiano
Doutor Severiano là một đô thị thuộc bang Rio Grande do Norte, Brasil. Đô thị này có diện tích 108,277 km², dân số năm 2007 là 6629 người, mật độ 61,2 người/km².